# Salifou Fatimata Bazeye
Salifou Fatimata Bazeye, également connue sous le nom de Fatoumata Bazeye et Fatoumata Bazaî, née le 29 avril 1951, est une juriste nigérienne, ancienne magistrat, présidente de la Cour Suprême du Niger et de 2007 à 2009, présidente de la Cour Constitutionnelle du Niger. Statuant sur le projet de révision de la constitution souhaité par le Président du Niger, Mamadou Tandja, cette Cour Constitutionnelle qu'elle présidait a refusé au président Mamadou Tandja de rester au pouvoir au-delà de la fin de son mandat et a déclaré qu'un référendum sur cette question serait anticonstitutionnel.

## Biographie
Née en 1951 à Dosso, Bazeye reçoit une formation juridique en France à l'École nationale de la magistrature de Paris. Elle se marie à un fonctionnaire et devient la mère de plusieurs enfants. Elle retourne au Niger en tant que magistrate. Elle siège au Parquet, puis est nommée à la Cour suprême. Elle acquiert une certaine notoriété dans le pays  en 2005 lorsque, en tant que membre de la Cour suprême, elle refuse d’entériner une mutation de magistrats grévistes. Malgré cela, elle est nommée par le premier ministre suivant sur un des sièges réservés aux juristes  au sein de la Cour constitutionnelle, en 2007. Elle est ensuite élue Présidente de la Cour par ses membres.
En 2009, elle dirige la Cour qui s'oppose de façon unanime au Président du Niger, Mamadou Tandja, lorsque celui-ci veut organiser un référendum pour modifier la Constitution du Niger et rester en fonction pendant la rédaction d'une nouvelle constitution. Le Président réagit en révoquant l'Assemblée Nationale, et la Cour constitutionnelle, pour mener à bien son projet de modification de la Constitution. En février 2010, il est renversé par un coup d'État militaire et le pouvoir est rendu à un gouvernement civil en 2011, avec l'organisation de nouvelles élections.
À la suite de ce coup d'état de 2010 et de la chute de Mamadou Tandja, Mme Bazeye est renommée par le  Conseil suprême pour la restauration de la démocratie (CSRD) à la tête du Conseil constitutionnel, une Haute Cour consultative mise en place pendant la transition vers la Septième République du Niger.
En décembre 2011, les éditeurs de journaux  nigérians du Daily Trust ont décerné à Mme Bazeye son 4e prix annuel de l' Africain de l'année pour son « bilan en tant que personnalité juridique incorruptible ».